# 富顺文庙

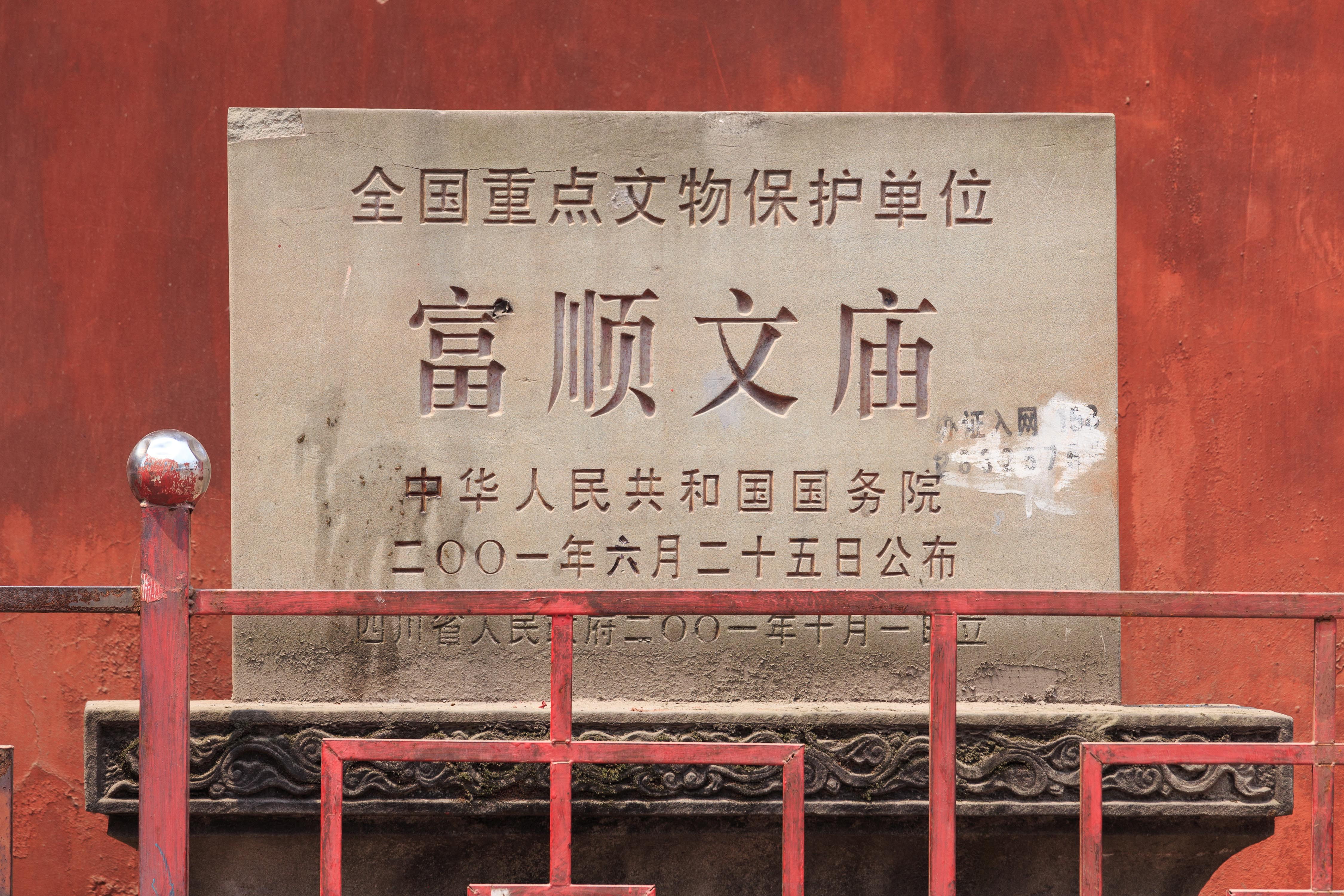
国保碑

富顺文庙位于四川省自贡市富顺县富世镇，始建于北宋，历经元明清各代重修。1980年7月7日列為四川省重新確定公布的第一批省級文物保護單位。2001年6月25日公佈為第五批全國重點文物保護單位。
富顺文庙坐北朝南，东西宽46米，南北长160米，建筑面积2817平方米，沿中轴线由南至北分布有泮池、棂星门、大成门、大成殿、崇圣祠、敬一亭等建筑。大成殿始建于元至元二十八年（1291年），重檐歇山顶，面阔30.2米，进深21.3米，高25米。